# Geogaddi
Albums de Boards of Canada
In a Beautiful Place Out in the Country (en)
(2000) The Campfire Headphase
(2005)
Geogaddi est le deuxième album du groupe écossais de musique électronique Boards of Canada. Il s'agit de leur plus important succès commercial à ce jour. 
En 2017, le webzine Pitchfork place l'album à la cinquième place de son classement des « 50 meilleurs albums d'IDM de tous les temps ». Par rapport à l'album l'ayant précédé, Music Has The Right To Children, Simon Reynolds note qu'il s'agit d'« une réitération, une intensification et un changement subtil. Les traits distinctifs [du groupe] sont présents: la mélodie douce-amère, la tonalité fragile des synthés, les échantillons de mots parlés qui évoquent de manière idyllique l’enfance ou la nature. »

## Liste des titres
| 1.                              | Ready Lets Go                                                         | 0:59 |
| 2.                              | Music Is Math                                                         | 5:21 |
| 3.                              | Beware the Friendly Stranger                                          | 0:37 |
| 4.                              | Gyroscope                                                             | 3:34 |
| 5.                              | Dandelion                                                             | 1:15 |
| 6.                              | Sunshine Recorder                                                     | 6:12 |
| 7.                              | In the Annexe                                                         | 1:22 |
| 8.                              | Julie and Candy                                                       | 5:30 |
| 9.                              | The Smallest Weird Number                                             | 1:17 |
| 10.                             | 1969                                                                  | 4:19 |
| 11.                             | Energy Warning                                                        | 0:35 |
| 12.                             | The Beach at Redpoint                                                 | 4:18 |
| 13.                             | Opening the Mouth                                                     | 1:11 |
| 14.                             | Alpha and Omega                                                       | 7:02 |
| 15.                             | I Saw Drones                                                          | 0:27 |
| 16.                             | The Devil Is In the Details                                           | 3:53 |
| 17.                             | A is to B as B is to C                                                | 1:40 |
| 18.                             | Over the Horizon Radar                                                | 1:08 |
| 19.                             | Dawn Chorus                                                           | 3:55 |
| 20.                             | Diving Station                                                        | 1:26 |
| 21.                             | You Could Feel the Sky                                                | 5:14 |
| 22.                             | Corsair                                                               | 2:52 |
| 23.                             | Magic Window                                                          | 1:46 |
| 24.                             | From One Source All Things Depend (seulement sur l'édition japonaise) | 2:10 |
| 66:06 68:14 (édition japonaise) |                                                                       |      |